# Charinskaja (obwód wołogodzki)
Charinskaja (ros. Харинская) – wieś w Rosji, w rejonie czerepowieckim obwodu wołogodzkiego. W 2010 liczyła 23 mieszkańców.